# Antonino di Piacenza
Antonino di Piacenza (III secolo – Travo, 303) è stato un militare romano della Legione Tebea, ed è venerato come santo dalla Chiesa cattolica, che lo commemora il 30 settembre.

## Biografia
Le notizie circa la sua biografia sono scarse e poco attendibili, come la sua appartenenza alla Legione tebana. Secondo la tradizione, il suo martirio si consumò nelle vicinanze di Travo intorno al 303 durante la persecuzione di Diocleziano.
La sua esistenza è ricordata nel De laude Sanctorum di Vittricio di Rouen, risalente alla fine del IV secolo, nel Martirologio Geronimiano e nel Martirologio Romano che lo riporta alla data del 30 settembre, probabile data di nascita.
L'agiografia più antica e dettagliata,le Gesta Sanctorum Antonini, Victoris, Opilii et Gregorii PP. X, scritta tra il IX e il X secolo, e' conservata nella Basilica di Sant’Antonino a Piacenza.

## Culto
Nel IV secolo, il vescovo Savino di Piacenza avrebbe ritrovato le spoglie del martire Antonino in un vano ipogeo di epoca romana, visitabile sotto la chiesa di Santa Maria in Cortina.
Diverse ricognizioni delle reliquie sono state eseguite nei corso dei secoli: intorno all'anno Mille (ad opera del vescovo Sigifredo), nel 1510 (Malabaila), nel 1562 (Bernardino Scotti), nel 1569 (Paolo Burali d'Arezzo) e nel 1615 (Claudio Rangoni), per finire con l'approfondito studio di Giovanni Battista Scalabrini tra il 1878 e il 1879.
Il suo culto è praticato nella diocesi di Piacenza a partiere dal secolo successivo alla sua morte. Fu nominato patrono di Piacenza, ruolo condiviso con santa Giustina, e gli fu intitolata la prima cattedrale della città, l'attuale Basilica di Sant'Antonino. A Piacenza è a lui dedicata una statua, posta sulla rotonda davanti al Pubblico Passeggio, che compie un quarto di giro ogni ora grazie ad un automatismo. La città prevede due feste patronali: la prima il 4 luglio con l'omaggio delle autorità amministrative e religiose locali e la seconda il 13 novembre, giorno del ritrovamento delle reliquie.
La sua devozione è diffusa in altre diocesi italiane. Si ricordano: Ficarolo (Diocesi di Rovigo), i borghi di Cesino e di Sant'Antonino di Staglieno (Diocesi di Genova), Sanguineto (Diocesi di Chiavari) e Sant'Antonino di Susa (Diocesi di Susa).
A lui è intitolata l'omonima città svizzera.

## Pseudoepigrafia
Per secoli al santo è stata attribuita la cronaca di un pellegrinaggio in Terra santa, diffusa nel Medioevo e nel Rinascimento. Nel 1889 fu dimostrato da Gildemeister, grazie a due manoscritti del IX secolo e al loro studio storico e filologico, che il testo era riferito a un periodo intorno al 570, probabilmente redatto da un pellegrino piacentino dell'epoca devoto ad Antonino.